# Jördis Tielsch
Jördis Tielsch (* 18. Juli 1995 in Wetzlar) ist eine deutsche Singer-Songwriterin und Multiinstrumentalistin. Außer ihrem Hauptinstrument Geige spielt sie unter anderem Klavier und Gitarre. Stilistisch liegt ihr Fokus auf Akustik-Pop mit Elementen aus Folk und Country.

## Ausbildung
Tielschs musikalische Ausbildung begann im Alter von 6 Jahren an der Violine. Unterricht erhielt sie unter anderem von der Universitätsmusikdirektorin a. D. der Justus-Liebig-Universität Gießen, Brigitte Schön (Violine), sowie von Erik Sohn von der Musikhochschule Köln (Gesang). Zu Tielschs Förderern zählte auch die deutsche A-cappella-Gruppe Wise Guys, die der Künstlerin durch Auftritte bei Wise-Guys-Konzerten zu überregionaler Bekanntheit verhalf. Tielsch legte 2014 am Johanneum Gymnasium Herborn ihr Abitur ab. Im Wintersemester 2015/16 nahm sie an der Universität zu Köln und der Musikhochschule Köln ein Lehramtsstudium (Gymnasium) für die Fächerkombination Musik und Englisch auf, das sie 2023 mit einem Master erfolgreich abschloss.

## Auftritte
Die ersten öffentlichen Auftritte absolvierte Tielsch mit 12 Jahren. Seither tritt sie in wechselnden Band-Besetzungen und solistisch auf. Zusätzlich wurde sie für Tourneen anderer Künstler engagiert. Bei Wise-Guys-Konzerten trat sie u. a. 2010 in der Kölner Philharmonie auf. Im August 2015 hatte sie im ZDF-Fernsehgarten den ersten Live-Auftritt vor Millionenpublikum. Weitere Fernsehauftritte folgten in der Sendung „Horst Lichter on tour“ (2015), im ZDF-Morgenmagazin (2022) sowie im KiKA-Tigerenten-Club (2022). 2014–2016 war Tielsch die offizielle Stimme des Motorradgottesdienstes in Hamburg.
Anfang 2019 gehörte Tielsch als Sängerin und Geigerin zu Heinz Rudolf Kunzes Band Verstärkung, die ihn auf seiner Deutschland-Tour „Schöne Grüße vom Schicksal“ begleitete. Am 15. Mai 2021 war sie Geigerin in Rea Garveys Band, mit der er den Free European Song Contest gewann. Danach begleitete sie ihn auf den Tourneen „The Yellow Jacket Summer Sessions“ (2021) und „Hy Brasil“ (2021/22). 2024 trat sie im Vorprogramm von Ronan Keating auf. 2024/25 begleitete sie Purple Schulz auf dessen Tourneen „Sehnsucht bleibt!“ und „Über(s)leben“ an Geige, Gitarre, Klavier und Akkordeon.

## Auszeichnungen
Tielsch erhielt den Förderpreis der Hanns-Seidel-Stiftung für junge Liedermacher, der 2025 im Rahmen des Musikfestivals Lieder auf Banz verliehen wurde. Von 2008 bis 2014 (Altersgruppen III–VI) nahm sie am Musikwettbewerb „Jugend musiziert“ teil. Neben ersten Preisen beim hessischen Vorausscheid zählen mehrere Preise beim Bundeswettbewerb zu ihren Erfolgen: zweite Preise in den Kategorien „Gesang (Pop)“ (2010) und „Duo: Klavier und ein Streichinstrument“ (2012) sowie dritte Preise in den Kategorien „Violine“ (2010) und „Streicher-Ensemble (gleiche Instrumente)“ (2014).

## Soziales Engagement
2015 wurde Tielsch zur Botschafterin der Deutschen Kinderhospizstiftung ernannt. Im Jahr 2025 übernahm sie zusätzlich die Schirmherrschaft für das Elisabeth-Hospiz in Dillenburg.

## Diskografie
Die ersten zwei EPs, aufgenommen im Alter von 13 und 15 Jahren, hatten Demo-Funktion, liegen aber in Studioqualität vor. Basierend auf Ideen Tielschs wurde das erste Album „Die kleinen Dinge“ (2012) teilweise von Daniel „Dän“ Dickopf (Wise Guys) geschrieben. Ende 2014 erschien eine CD mit Interpretationen deutscher und englischer Weihnachtslieder. All diese Produktionen wurden in Eigenregie veröffentlicht. Am 28. August 2015 erschien bei 105music/Sony Music in Zusammenarbeit mit Frank Ramond das Album „Kleine Stadt, großes Kino“, aus dem drei Singles ausgekoppelt wurden.
2018 wechselte Tielsch zu Meadow Lake Music, wo in Kooperation mit Henning Neuser Anfang 2019 die EP „Kopfüber“ erschien. Erstmals komponierte sie alle Songs selbst. Als Single wurde „Augenblick Unendlichkeit“ ausgekoppelt. Ebenfalls 2018/19 erschien das Hörspiel „Keltenkind“ mit Tielsch in der Hauptrolle. Anfang 2022 folgte das selbstproduzierte vierte Studioalbum „New Mornings“, aus dem „What Are You Waiting For“ ausgekoppelt wurde. Im März 2025 wurde sowohl ein Mitschnitt der Tour mit Purple Schulz als auch die eigene deutschsprachige EP „Bring mich zurück“ veröffentlicht.

### EPs
- 2009: Jördis by Heart (Vol. 1)
- 2011: Jördis by Heart (Vol. 2)
- 2019: Kopfüber
- 2025: Bring mich zurück

### Alben
- 2012: Die kleinen Dinge
- 2014: Stille Nacht
- 2015: Kleine Stadt, großes Kino
- 2022: New Mornings

### Singles
- 2015: Kleine Stadt, großes Kino
- 2015: Sehnsucht nach Leben
- 2016: Wenn du mich suchst
- 2019: Augenblick Unendlichkeit
- 2022: What Are You Waiting For

### Als Gast
- 2017: To All Those Little Darlings (The Three Jays)[17]
- 2025: Sehnsucht bleibt! Live (Purple Schulz)

### Sonstige
- 2018: Keltenkind (Band I und II)
- 2019: Keltenkind (Band III und IV)